# Záslužný kříž

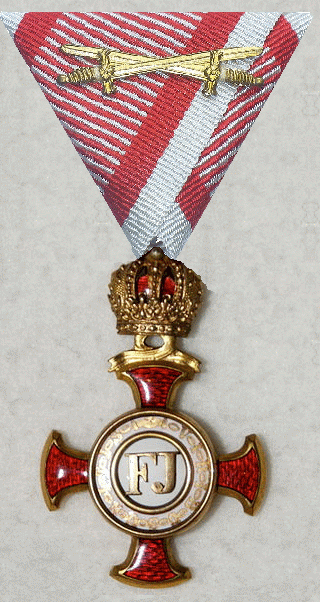
Rakouský Zlatý záslužný kříž s korunou a meči na stuze Vojenského záslužného kříže

Záslužný kříž (něm. Verdienstkreuz) bylo rakouské (později rakousko-uherské vyznamenání), které zřídil císař František Josef I. nejvyšším rozhodnutím ze 16. února (resp. 1. dubna) 1850. Oceňovány jím byly všeobecné zásluhy o panovníka a monarchii, stejně jako dlouholetá veřejná služba či zvláštní zásluhy o obecné dobro. Zároveň s jejich zavedením bylo zrušeno udílení zlatých a stříbrných Civilních záslužných medailí (zvaných též medaile Meritis).

## Členění vyznamenání
Vyznamenání bylo po svém založení rozděleno do čtyřech stupňů, přičemž udělení určitého z nich (jak bylo v Rakousku běžné) nezáviselo na výši zásluh, ale společenském postavení či postavení ve státní službě:
- zlatý Záslužný kříž s korunou
- zlatý Záslužný kříž
- stříbrný Záslužný kříž s korunou
- stříbrný Záslužný kříž

Až do 20. září 1914 byly záslužné kříže udíleny výlučně za nebojové zásluhy a to na červené stuze. Od tohoto data je ale bylo možné udělovat i za vojenské zásluhy v poli. V takovém případě byly zavěšeny na červenobíle šrafované stuze Vojenského záslužného kříže.
Ještě za života Františka Josefa I., 1. dubna 1916 byly - ovšem jen na dobu války - podle provizorních statut z 11. května téhož roku zavedeny další dvě třídy vyznamenání určené pro nejníže postavené příjemce (gážisty, kteří nebyli státními úředníky a prosté vojáky):
- železný Záslužný kříž s korunou
- železný Záslužný kříž

Podle nejvyššího rozhodnutí Karla I. ze 13. prosince 1916 mohly být jednotlivé stupně vyznamenání udíleny i s meči za statečnost v boji s nepřítelem.

## Popis
Podoba vyznamenání vychází z Řádu Františka Josefa a také užitá stuha je totožná. Odznakem je rupertský kříž s kruhovým medailonem uprostřed. Ve středu medailonu na bílém poli je umístěna zlatá iniciála FJ odkazující na svého zakladatele, císaře Františka Josefa. V opisu se pak nachází heslo VIRIBUS UNITIS, osobní heslo císaře Františka Josefa I. Na reversu je uveden letopočet 1849.